# Горгонь-Флонт, Барбара
Ба́рбара Го́ргонь-Флонт (пол. Barbara Gorgoń-Flont; 11 января 1936, Грудек-над-Дунайцем, Малопольское воеводство — 13 апреля 2020) — польская саночница, выступала за сборную Польши в 1950-х — 1960-х годах. Участница зимних Олимпийских игр в Инсбруке, бронзовая призёрша чемпионата мира, медалистка многих национальных первенств и международных чемпионатов.

## Биография
Барбара Горгонь-Флонт родилась 11 января 1936 года в деревне Грудек-над-Дунайцем, в 13 км севернее от города Новы-Сонч. Активно заниматься санным спортом начала в Карпаче, присоединившись к местному спортивному клубу «Звёнзковец». На международном уровне дебютировала в возрасте восемнадцати лет, на чемпионате Европы в швейцарском Давосе финишировала восьмой. Год спустя на чемпионате мира в Осло заняла шестое место в женском одиночном разряде, тогда как в парном разряде вместе с Янушем Войтинским расположилась на тринадцатой позиции. В 1957 году на мировом первенстве в Давосе была седьмой как в одиночках, так и двойках (на этот раз её партнёром стал Ришард Пендрак-Янович). В следующем сезоне на домашнем чемпионате мира в Крынице завоевала в одноместных санях бронзовую медаль, пропустив вперёд лишь соотечественниц Марию Семчишак и Хелену Бёттхер.
В 1960 году на чемпионате мира в немецком Гармиш-Пантенкирхене приехала к финишу четырнадцатой на одноместных санях и одиннадцатой на двухместных — на двухместных вместе с ней снова ехал Пендрак-Янович.
Должна была защищать честь страны на зимних Олимпийских играх в Скво-Велли, однако организаторы отказались строить у себя санную трассу, и санный спорт на этой Олимпиаде не был представлен. Четыре года спустя, когда сани всё-таки включили в олимпийскую программу, Горгонь-Флонт вновь вошла в основной состав полькой национальной сборной и заслужила право участвовать в Играх 1964 года в Инсбруке. Она имела реальные шансы выиграть олимпийскую медаль, однако по итогам всех четырёх заездов смогла подняться только до пятой позиции. Вскоре после окончания этих соревнований приняла решение завершить карьеру спортсменки.